# Daniela Virtzer
Daniela Virtzer (née le 20 octobre 1983 à Ramat Gan), également orthographiée Daniela Wircer, est une actrice israélienne. Elle a incarné la colocataire Lulu, la vendeuse de savons dynamique, généreuse et inventive, dans The Bubble.

## Filmographie
- 2006 : The Bubble d'Eytan Fox : Lulu
- 2008 : Hello Goodbye de  Graham Guit : Yona